# Cláudio Rafael Santos
Cláudio Rafael Santos de son nom complet Cláudio Rafael Nascimento Santos, né le 15 avril 1993 à Rio de Janeiro au Brésil, est un footballeur brésilien. Il évolue au poste de défenseur central à l'Olympique de Safi en Botola Pro.

## Biographie
Le 6 août 2017, il signe un contrat de trois ans en faveur du club marocain de l'Olympique de Safi.
Le 22 septembre 2020, il marque un but en championnat contre le Fath Union Sport de Rabat à la 90ème minute (défaite, 5-2). En novembre 2020, il renouvelle son contrat avec deux saisons supplémentaires.